# Luis Molteni
Luis Molteni, pseudonimo di Gianluigi Molteni (Seregno, 5 novembre 1950 – Roma, 28 febbraio 2024), è stato un attore italiano.

## Biografia
Negli anni '60, ancora bambino fu accolto dall'Orfanotrofio maschile "i Martinitt" di Milano. Simile per caratteristiche fisiche a Danny DeVito, fu un attore caratterista molto presente nel cinema italiano. Iniziò la sua carriera recitando a teatro nello spettacolo Quelli di Grock tra il 1979 e il 1985. Tra le altre interpretazioni teatrali vi furono: Arti Mestieri (1988-1991), Sumerycon (ovvero Nutella amara) (1991), con Corrado Guzzanti, Francesca Reggiani e Cinzia Leone, A piedi nudi nel parco (1993-1994), diretto da Sergio Castellitto e Margaret Mazzantini, Igloo (1997-1998), Irma la dolce (2002), Scherzi d'amore (2004), con Francesca Reggiani e Rolando Ravello, La guerra dei Roses (2007-2008), diretto da Ugo Chiti e Il principe abusivo (2015-2017), con Alessandro Siani e Christian De Sica.
Esordì al cinema grazie a Maurizio Nichetti con Ho fatto splash (1980). Nel corso della sua lunga carriera filmografica, alternò ruoli da co-protagonista e semplici cameo: Nero. (1992) di Giancarlo Soldi; Perdiamoci di vista (1994) e Viaggi di nozze (1995) di Carlo Verdone; Il trionfo dell'amore (2001) di Clare Peploe; Tutta la conoscenza del mondo (2001) di Eros Puglielli; Pinocchio (2002) di Roberto Benigni, dove interpretò l'omino di burro; Tutti all'attacco (2005) di Lorenzo Vignolo e il dittico televisivo Miacarabefana.it (2009) e SOS Befana (2011), con Veronica Pivetti protagonista.
L'ultimo film in cui lavorò fu Romeo è Giulietta di Giovanni Veronesi, uscito nelle sale due settimane prima della sua scomparsa avvenuta a Roma il 28 febbraio 2024 all'età di 73 anni, a causa di una lunga malattia. Il funerale venne celebrato il 2 marzo nella Chiesa degli artisti in piazza del Popolo a Roma.

## Filmografia

### Cinema
- Ho fatto splash, regia di Maurizio Nichetti (1980)
- Domani si balla!, regia di Maurizio Nichetti (1983)
- Provvisorio quasi d'amore, regia di Bruno Bigoni, episodio Occasioni di shopping (1988)
- Ladri di saponette, regia di Maurizio Nichetti (1989)
- Le nuvole sotto il cuscino, regia di Fulvio Accialini (1991)
- Nero., regia di Giancarlo Soldi (1992)
- Perdiamoci di vista, regia di Carlo Verdone (1994)
- Prestazione straordinaria, regia di Sergio Rubini (1994)
- Palla di neve, regia di Maurizio Nichetti (1995)
- Viaggi di nozze, regia di Carlo Verdone (1995)
- Un paradiso di bugie, regia di Stefania Casini (1996)
- Luna e l'altra, regia di Maurizio Nichetti (1996)
- Padrona del suo destino, regia di Marshall Herskovitz (1998)
- Il fantasma dell'opera, regia di Dario Argento (1998)
- La leggenda del pianista sull'oceano, regia di Giuseppe Tornatore (1998)
- Dolce far niente, regia di Nae Caranfil (1998)
- 20 - Venti, regia di Marco Pozzi (1999)
- In principio erano le mutande, regia di Anna Negri (1999)
- Come te nessuno mai, regia di Gabriele Muccino (1999)
- Guardami, regia di Davide Ferrario (1999)
- Libero Burro, regia di Sergio Castellitto (1999)
- Almost Blue, regia di Alex Infascelli (2000)
- Il trionfo dell'amore, regia di Clare Peploe (2001)
- Streghe verso nord, regia di Giovanni Veronesi (2001)
- Pinocchio, regia di Roberto Benigni (2002)
- Il trasformista, regia di Luca Barbareschi (2002)
- Il cartaio, regia di Dario Argento (2004)
- Che ne sarà di noi, regia di Giovanni Veronesi (2004)
- Il siero della vanità, regia di Alex Infascelli (2004)
- Eccoci qua, regia di Alessandro Pascuzzo (2005)
- Manuale d'amore, regia di Giovanni Veronesi (2005)
- Il ritorno del Monnezza, regia di Carlo Vanzina (2005)
- Tutti all'attacco, regia di Lorenzo Vignolo (2005)
- Ti amo in tutte le lingue del mondo, regia di Leonardo Pieraccioni (2005)
- Eccezzziunale veramente - Capitolo secondo... me, regia di Carlo Vanzina (2006)
- Olé, regia di Carlo Vanzina (2006)
- Come le formiche, regia di Ilaria Borrelli (2007)
- Scrivilo sui muri, regia di Giancarlo Scarchilli (2007)
- Una moglie bellissima, regia di Leonardo Pieraccioni (2007)
- Natale in crociera, regia di Neri Parenti (2007)
- Fuga dal call center, regia di Federico Rizzo (2009)
- Piede di Dio, regia di Luigi Sardiello (2009)
- Dieci inverni, regia di Valerio Mieli (2009)
- Giallo, regia di Dario Argento (2009)
- Io & Marilyn, regia di Leonardo Pieraccioni (2009)
- Diciottanni - Il mondo ai miei piedi, regia di Elisabetta Rocchetti (2010)
- Taglionetto, regia di Federico Rizzo (2011)
- Vorrei vederti ballare, regia di Nicola Deorsola (2011)
- Buona giornata, regia di Carlo Vanzina (2012)
- Colpi di fulmine, regia di Neri Parenti (2012)
- Workers - Pronti a tutto, regia di Lorenzo Vignolo (2012)
- 100 metri dal paradiso, regia di Raffaele Verzillo (2012)
- Universitari - Molto più che amici, regia di Federico Moccia (2013)
- L'ultima ruota del carro, regia di Giovanni Veronesi (2013)
- Ma tu di che segno 6?, regia di Neri Parenti (2014)
- Tutte le strade portano a Roma (All Roads Lead to Rome), regia di Ella Lemhagen (2016)
- Natale da chef, regia di Neri Parenti (2017)
- Il tuttofare, regia di Valerio Attanasio (2018)
- Rabbia furiosa - Er canaro, regia di Sergio Stivaletti (2018)
- Amici come prima, regia di Christian De Sica (2018)
- Nevermind, regia di Eros Puglielli (2018)
- Moschettieri del re - La penultima missione, regia di Giovanni Veronesi (2018)
- Burraco fatale, regia di Giuliana Giuliana Gamba (2019)
- Nel bagno delle donne, regia di Marco Marco Castaldi (2020)
- La scelta giusta, regia di Andrea D'Emilio (2020)
- Tutti per 1 - 1 per tutti, regia di Giovanni Veronesi (2020)
- Chi ha incastrato Babbo Natale?, regia di Alessandro Siani (2021)
- Romeo è Giulietta, regia di Giovanni Veronesi (2024)

### Televisione
- Casa dolce casa – sitcom, episodio 3x10 (1994)
- Pazza famiglia – serie TV (1995-1996)
- Bonanno - La storia di un padrino (Bonanno: A Godfather's Story), regia di Michel Poulette – film TV (1999)
- I giudici - Excellent Cadavers, regia di Ricky Tognazzi – film TV (1999)
- Nebbia in Valpadana – serie TV (2000)
- Distretto di Polizia – serie TV, episodio 2x11 (2001)
- Elisa di Rivombrosa – serie TV (2003)
- Don Matteo – serie TV, episodio 4x18 (2004)
- Giovanni Paolo II, regia di John Kent Harrison – miniserie TV (2005)
- Crimini – serie TV, episodio 1x04 (2006)
- Donna detective – serie TV (2007-2010)
- VIP, regia di Carlo Vanzina – film TV (2008)
- Paolo VI - Il papa nella tempesta, regia di Fabrizio Costa – miniserie TV (2008)
- Miacarabefana.it, regia di Lodovico Gasparini – film TV (2009)
- Il commissario Manara – serie TV (2009)
- Chiamatemi Giò – serie TV (2009)
- L'ispettore Coliandro – serie TV, episodio 2x02 (2009)
- Il bene e il male – serie TV, episodio 1x11 (2009)
- Distretto di Polizia 10 – serie TV, 4 episodi (2010)
- Viso d'angelo, regia di Eros Puglielli – miniserie TV (2011)
- L'una e l'altra, regia di Gianfranco Albano – film TV (2012)
- Un medico in famiglia 8 – serie TV (2013)
- Don Matteo – serie TV, episodio 10x01 (2016)
- Furore – serie TV (2018)
- Sono Lillo – serie TV, 2 episodi (2023)
- Vita da Carlo - serie TV, 1 episodio (2024)

## Programmi TV
- Quo vadiz?, regia di Maurizio Nichetti – varietà TV (Rete 4, 1984)
- Pista!, regia di Luigi Martelli – programma TV (Rai 1, 1986)
- La TV delle ragazze, regia di Franza Di Rosa – varietà TV (Rai 3, 1989)
- Scusate l'interruzione, regia di Franza Di Rosa – programma TV (Rai 3, 1990)

## Riconoscimenti
- Ciak d'oro
  - 1993 – Candidatura al miglior attore non protagonista per Nero.